# Powellton (Virginie-Occidentale)
 (mars 2025).
Powellton est une census-designated place située dans le comté de Fayette, dans l’État de Virginie-Occidentale, aux États-Unis. Lors du recensement de 2020, elle comptait 493 habitants.